# Mordgåtan på Amazon
Mordgåtan på Amazon (engelska: The Amazon Review Killer) är en brittisk dokumentärserie som hade premiär på Channel 4 den 6 januari 2025. Serien, som består av två avsnitt, har premiär på TV4 Play den 6 mars 2025.

## Handling
Serien handlar om seriemördaren Todd Kohlepps förehavanden. När polisen öppnade en container på Todd Kohlepps tomt i South Carolina hittades Kala Brown levande efter att ha varit försvunnen i två månader. Förutom kidnappningen kunde Kohlepp knytas till minst sju mord.